# Viola plantaginea
Viola plantaginea är en violväxtart som beskrevs av Philip Barker Webb och Christ. Viola plantaginea ingår i släktet violer, och familjen violväxter. Inga underarter finns listade i Catalogue of Life.